# Comtat d'Ida-Viru
El comtat d'Ida-Viru (estonià Ida-Virumaa) és un dels comtats en què es divideix Estònia. La seva capital és Jõhvi. Segons cens de 2021 compta amb una població de 132.741 habitants distribuïts en una superfície de 2,972 km2.

## Govern del Comtat
El govern del comtat (estonià: Maakonnavalitsus) és dirigit per un governador (estonià: maavanem), qui és nomenat pel govern d'Estònia per un termini de cinc anys.

## Municipis
El comtat se sotsdivideix en municipalitats. Hi ha 5 municipis urbans (estonià: linn - ciutat) i 15 municipis rurals (estonià: vallad - comunes) al comtat.
Municipis urbans:
- Kiviõli
- Kohtla-Järve
- Narva
- Narva-Jõesuu
- Sillamäe

Municipis rurals:
- Alajõe
- Aseri
- Avinurme
- Iisaku
- Illuka
- Jõhvi
- Kohtla
- Kohtla-Nõmme
- Lohusuu
- Lüganuse
- Mäetaguse
- Sonda
- Toila
- Tudulinna
- Vaivara